# Psettina filimana
Psettina filimana är en fiskart som beskrevs av Li och Wang 1982. Psettina filimana ingår i släktet Psettina och familjen tungevarsfiskar. Inga underarter finns listade i Catalogue of Life.